# Jacques Ochs
Jacques Martin Ochs (ur. 18 lutego 1883 w Nicei, zm. 3 kwietnia 1971 w Liège) – belgijski rysownik, karykaturzysta, szermierz, złoty medalista olimpijski.

## Biografia
Jacques Ochs urodził się w Nicei w 1883 r. W 1893 r. razem z rodziną wyemigrował do Liège w Belgii, gdzie ukończył Académie Royale des Beaux-Arts w 1903 r. i kontynuował naukę w Académie Julian w Paryżu do 1905 r.
W 1912 r. brał udział w igrzyskach olimpijskich w Sztokholmie jako reprezentant Belgii. Zdobył tam złoty medal w szpadzie drużynowej razem z Paulem Anspachem, Victorem Willemsem, Robertem Hennetem, Henrim Anspachem i Gastonem Salmonem. Startował także w szpadzie indywidualnej i florecie indywidualnym, w obu przypadkach odpadając w ćwierćfinałach.
W czasie I wojny światowej zgłosił się na ochotnika do wojska. Służył w Belgijskich Siłach Powietrznych, gdzie spotkał swojego kolegę z drużyny szermierczej Victora Boina. Razem przeprowadzili zwiad powietrzny, a także zbombardowali okręt podwodny wroga. W 1920 r. objął posadę nauczyciela malarstwa w Królewskiej Akademii Sztuki w Liège, w 1934 r. został kuratorem miejskiego Musée des Beaux Arts. Ochs był utalentowanym artystą i karykaturzystą, publikował swoje prace w różnych gazetach, w tym we francuskim dzienniku „Le Figaro” i czasopiśmie satyrycznym wydawanym w Brukseli „Pourquoi Pas?”. Na początku kwietnia 1938 r. „Pourquoi Pas?” zamieścił na swojej okładce karykaturę Ochsa przedstawiającą Hitlera ze swastyką na głowie i berłem w postaci bezgłowego Żyda. Artysta został aresztowany w akademii w Liège 17 listopada 1940 r. Miesiąc później, 17 grudnia, został uwięziony w obozie Breendonk, na południu Antwerpii.
Ochs wykorzystał karykaturę do udokumentowania tamtejszego życia, rysując na papierze portrety współwięźniów. Komendant obozu, Philipp Schmitt, polecił mu wykonać rysunki obozu i więźniów. W lutym 1942 r. udało mu się uciec z obozu dzięki pomocy flamandzkiego esesmana, który również pomógł przemycić część rysunków, które Ochs wykonał dla komendanta Schmitta. Po pewnym czasie został ponownie internowany wraz z siostrą w obozie przejściowym w Mechelen. Został wyzwolony z obozu przez siły brytyjskie.
W 1947 r. Ochs opublikował rysunki wykonane w obozie w książce Breendonck – Bagnards et Bourreaux (Skazańcy i kaci). Po wojnie Jacques Ochs wrócił do pracy jako wykładowca w Académie Royale des Beaux-Arts, nadal malował i rysował. W 1948 r. został członkiem Académie Royale des Sciences, des Lettres et des Arts de Belgique oraz członkiem Commission d’Achat des Musées Royaux d’Art Moderne. Brał udział w wielu wystawach, między innymi w „Cercle des Beaux-Arts”, zorganizowano też dla niego wystawę retrospektywną. Ochs otrzymał wiele nagród w uznaniu swoich talentów artystycznych, w tym złoty medal na drugim Biennale w Menton (Médaille d’or de la deuxième Biennale de Menton) w 1953 r. oraz złoty medal za sztukę, naukę i literaturę w Paryżu (Médaille d’or des Arts, Sciences et Lettres) w 1959 r. Zmarł w Liège w 1971 r.
Wiele jego rysunków z Malines zostało przekazanych do kolekcji sztuki Beit Lohamei Haghetaot przez Irène Awret, która była z nim internowana w tym obozie.